# Fedrelandslaget
Fedrelandslaget va ser una organització política noruega de dretes anticomunista durant el període d'entreguerres. Fundat el 1925, el moviment tenia com a objectiu unir totes les forces de centre a dreta contra l'ascens del moviment obrer marxista revolucionari. En el seu punt àlgid de suport popular i influència política al voltant de 1930, va ser el moviment de masses més gran mai organitzat a la dreta política a Noruega, amb uns 100.000 membres estimats. El moviment va començar a decaure durant la dècada de 1930, seguit d'alguns intents infructuosos d'aconseguir influència directa com a partit polític. Finalment va ser prohibida i dissolta després de l'⁣ocupació alemanya de Noruega el 1940.

## Història

### Moviment de masses

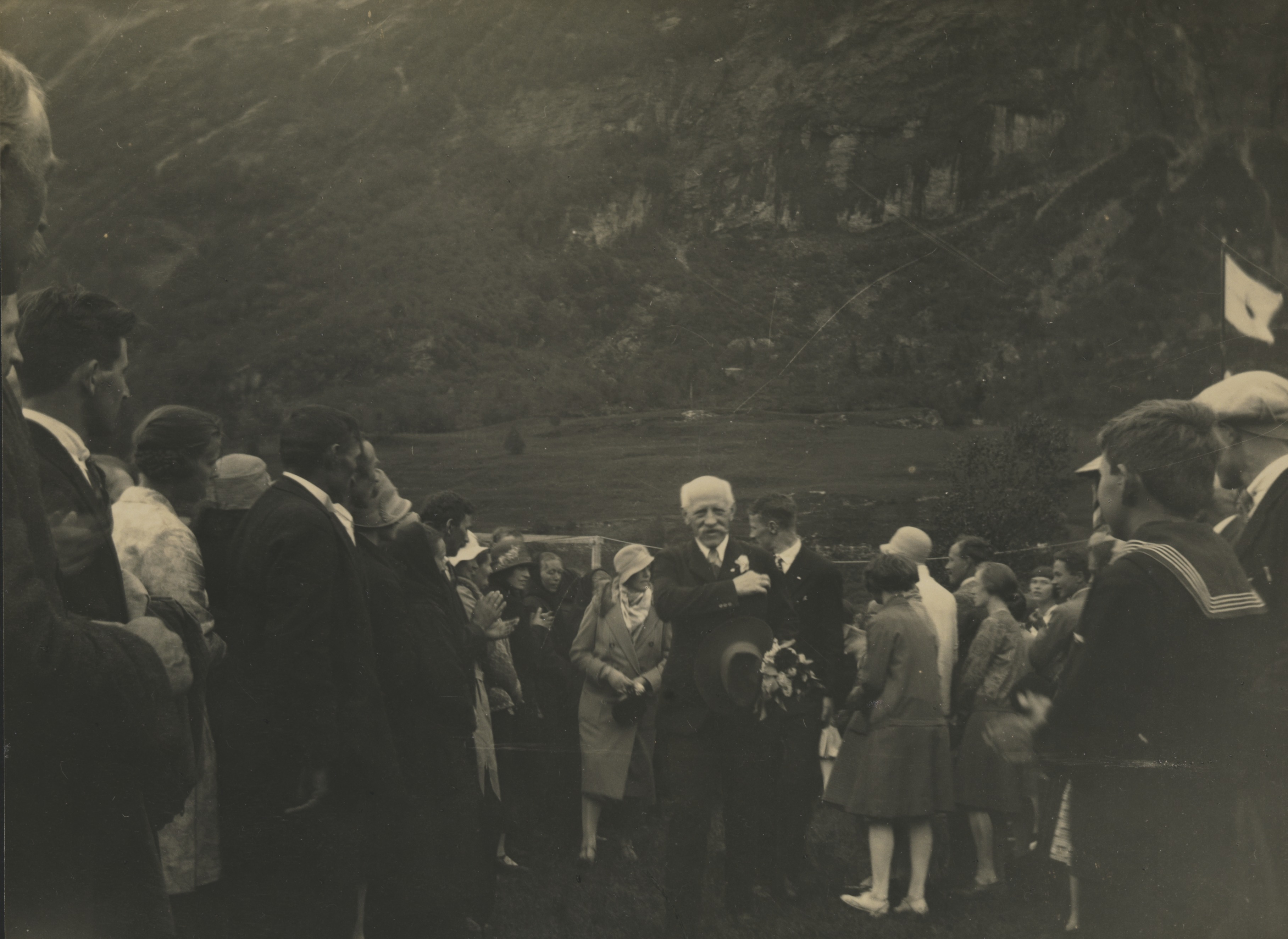
Nansen en la seva gira de campanya de 1929 al vaixell Stella Polaris, amb manifestacions celebrades des de Bergen fins a Nordkapp

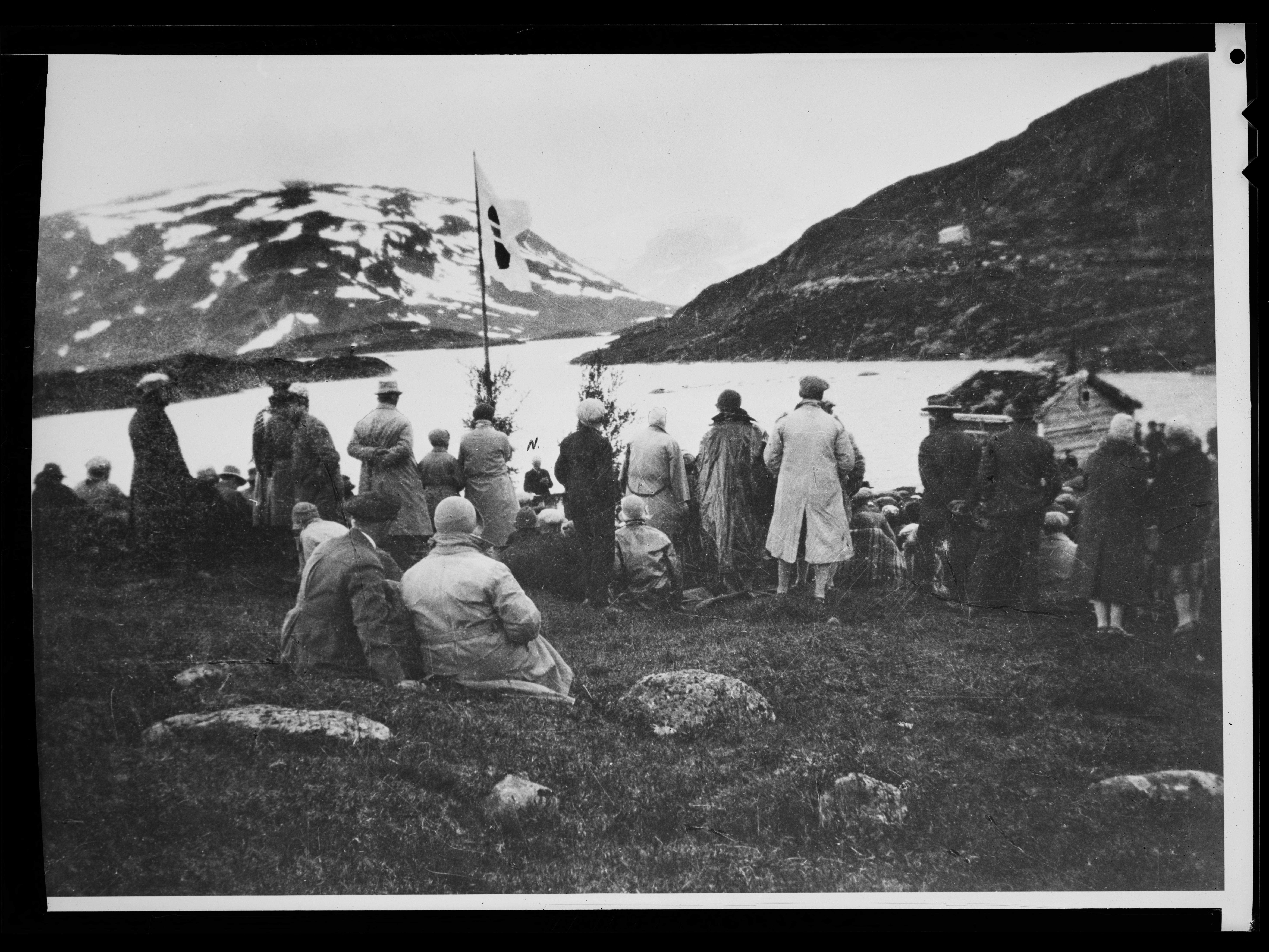
Manifestació a la zona de Haukeliseter rural, amb discurs de Nansen ("N"). Sovint era el primer grup de centredreta que establia l'activitat local en llocs més allunyats.

Per iniciativa del jove industrial Joakim Lehmkuhl, l'organització va ser cofundada amb l'heroi nacional Fridtjof Nansen i el primer primer ministre de Noruega Christian Michelsen. L'exprimer ministre Jens Bratlie també es va unir a l'organització. L'objectiu de la Lliga de la Pàtria era una coalició nacional de totes les forces "burgeses" (borgerlige) de centre a dreta i de mentalitat nacional, en oposició al moviment obrer revolucionari marxista emergent. L'organització va obtenir un suport particular del Partit Liberal de Ment Lliure i del Partit dels Agricultors, mentre que el Partit Conservador va rebre un escepticisme i, en gran part, el rebuig del Partit Liberal. El moviment obrer, al seu torn, va veure l'organització com un "camp de sembra" d'un moviment feixista.
Després de la crisi governamental de 1926 i la contínua divisió entre els partits de centredreta, diverses persones influents de diferents orígens polítics van llançar una "petició Nansen" perquè un govern d'unitat nacional fos dirigit per Nansen, una idea que finalment va ser avalada per Nansen. El mateix Nansen i per Lehmkuhl. La proposta va fracassar quan els polítics conservadors i liberals van reaccionar fredament a la idea i ràpidament van arribar a un nou acord de govern.
Després d'un fort augment de suport i victòria al Partit Laborista (que havia adoptat una ideologia revolucionària el 1918) a les eleccions parlamentàries de 1927, la Lliga de la Pàtria va llançar una "campanya electoral de mil dies" cap a les eleccions parlamentàries de 1930, un període que es considera el més important i reeixit de la història del moviment. Les eleccions de 1930 van donar lloc a contratemps del Partit Laborista enmig d'una participació rècord de votants, que la Lliga va assignar al seu propi crèdit, una visió que es va fer ressò per Haakon Lie i Halvard Lange del Partit Laborista. L'organització va assolir el màxim el mateix any amb uns 100.000 membres i més de 400 capítols locals.

### Intent de partit i decadència
Cada cop més vist com un rival polític més que com una força unificadora pels partits de centredreta, l'organització es va reorganitzar efectivament en un partit polític el 1933 després de la pressió dels seus joves activistes. Al mateix temps, va llançar un programa polític més radical titulat "Un programa noruec" i va entaular negociacions secretes, finalment infructuoses, d'un "bloc nacional" amb el Partit dels Agricultors i el Partit Popular de Ment Lliure (i breument Nasjonal Samling que va abandonar perquè no es considerava un partit borgerlig). Després de l'inici de la Gran Depressió, Lehmkuhl i el partit van desenvolupar una ideologia econòmica en part inspirada en el programa social nord-americà del New Deal, posant èmfasi en una economia més planificada. Per a les eleccions parlamentàries de 1936, el partit va disputar llistes electorals en uns quants districtes, tant de manera independent com juntament amb els Free-minded, però no va obtenir cap representació.
El grup va decaure a finals de la dècada de 1930, en part perquè el Partit Laborista va abandonar la seva ideologia revolucionària que datava de 1918, i en part com a efecte de l'actitud amistosa amb l'alemany nazi mostrada per diversos dels seus principals membres quan segments del moviment van quedar sota la influència del feixisme italià i del nacionalsocialisme alemany. L'any 1933, com a resposta a l'ús d'uniformes per part del moviment obrer, alguns dels seus joves membres van marxar amb "camisetes grises" per primera vegada en una manifestació local després que l'uniforme fos llançat pel diari del partit ABC. Si bé els uniformes del moviment obrer havien estat tolerats durant anys, el govern liberal va prohibir ràpidament l'ús polític d'uniformes l'endemà de la manifestació. Després de la invasió alemanya de Noruega l'abril de 1940, les restes de l'organització van intentar establir una alternativa política contra el règim de Quisling. Les converses secretes i les negociacions amb els alemanys del nou president, Victor Mogens, no van tenir èxit. L'organització, com tots els altres partits menys Nasjonal Samling, va ser prohibida pel Reichskommissar Josef Terboven el 25 de setembre de 1940.
Fedrelandslaget no es va reorganitzar després de la guerra. Com que els arxius de l'organització van ser cremats després de la seva dissolució, en quedà material històric limitat tot i ser el moviment de masses més gran mai organitzat a la dreta política a Noruega. Anders Lange, fundador del Partit del Progrés modern va ser actiu com a secretari de l'organització a Kristiansand i a Oslo fins a 1938.

## Galeria

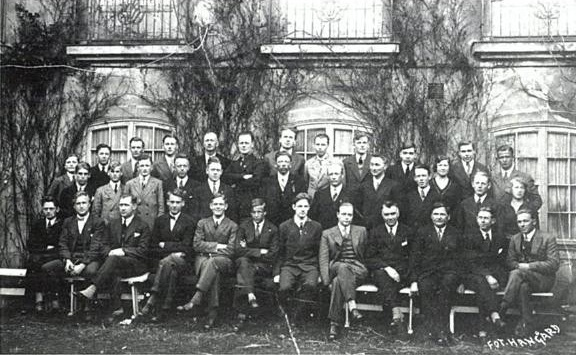
Representants de l'organització l'any 1932.
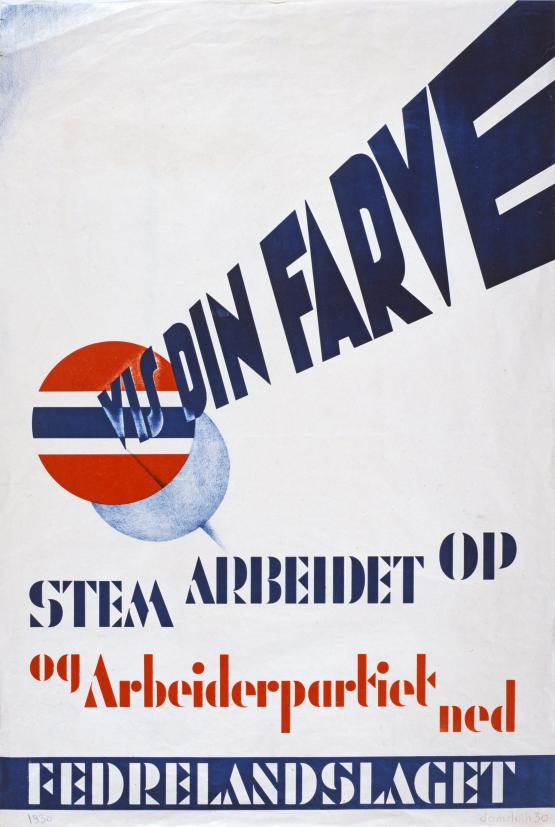
"Mostra el teu color. Vota el treball amunt i el Partit Laborista avall".
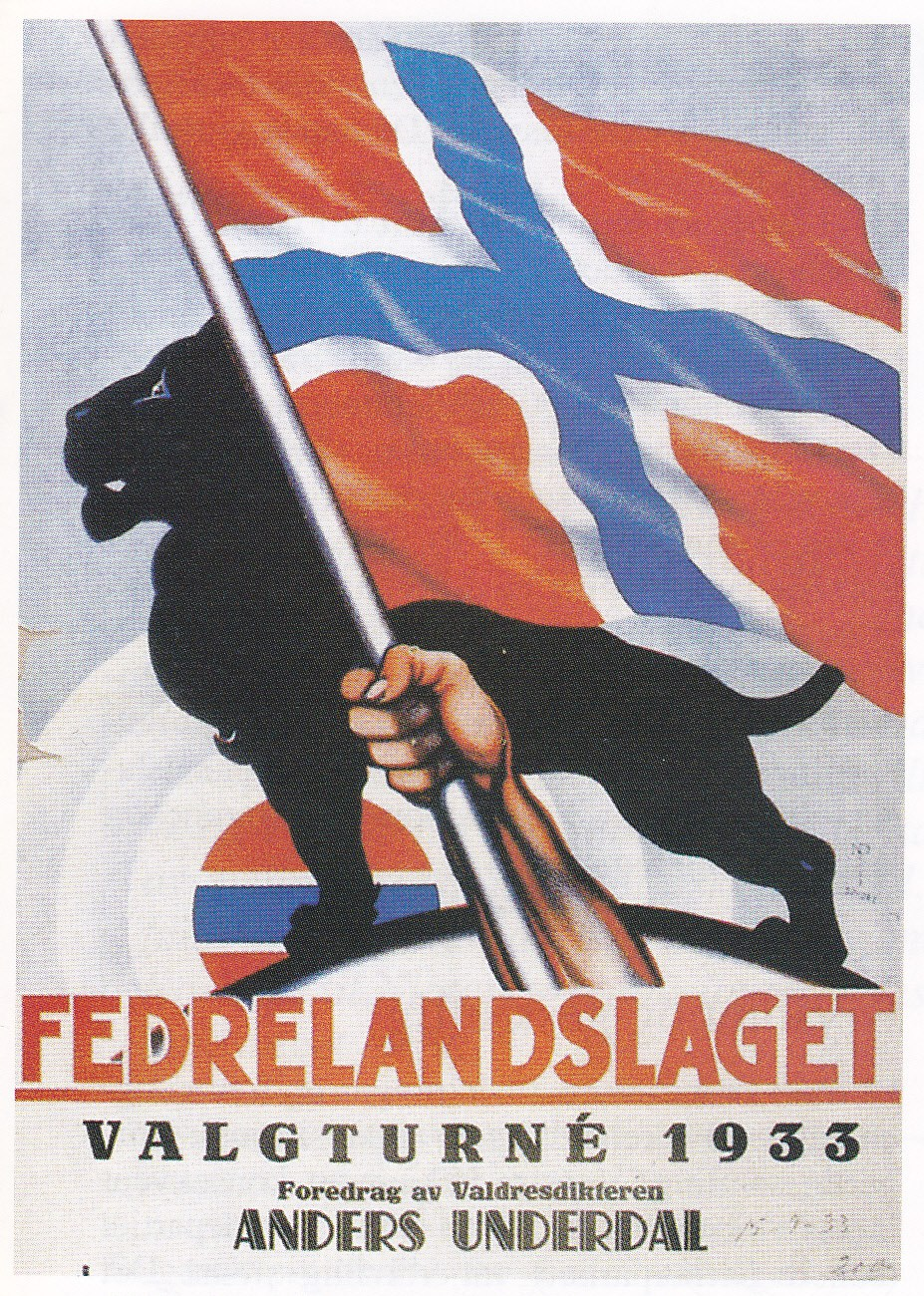
Cartell electoral de 1933.
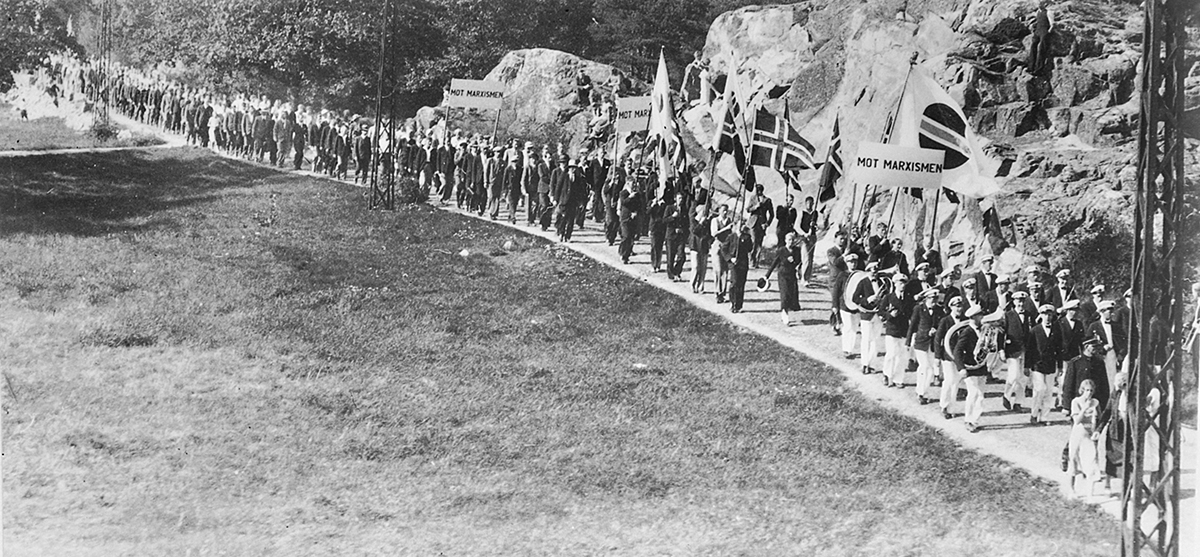
Manifestació de la Lliga Pàtria sota la llibertat condicional "Contra el marxisme".
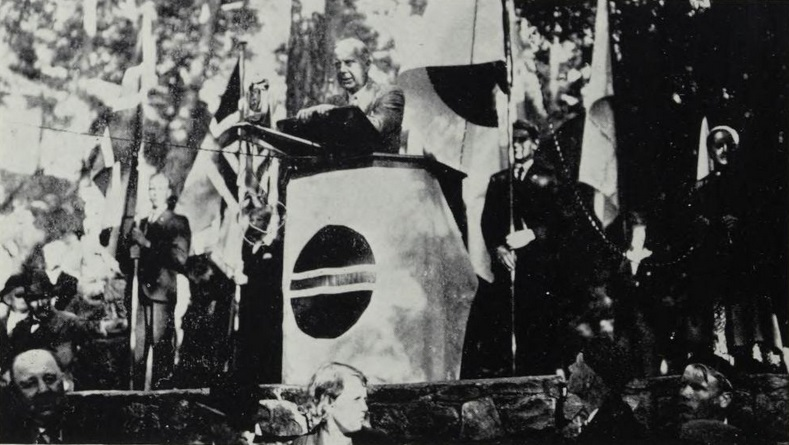
Victor Mogens parlant en un míting a Kristiansand el 1935.